# 884
Năm 884 là một năm trong lịch Julius.